# 朝野鹿取
朝野 鹿取（あさの の かとり）は、平安時代初期の公卿。氏姓は忍海原連のち朝野宿禰、朝野朝臣。正六位上・忍海原鷹取の子。

## 経歴
大和国出身。立身するために、叔父・忍海原道長の養子となる。延暦10年（791年）忍海原魚養の言上により、一族と共に忍海原連から朝野宿禰に改姓する。延暦11年（792年）自ら申請して父の戸籍に戻るが、この際に父の鷹取も朝野宿禰姓を追賜されている。若くして大学寮で学び『史記』『漢書』を修得する。漢音に通じたことから音生として試験を受ける。のち相模博士を経て、対策に及第して文章生に補せられる。
大学寮で学んだ知識を評価されて、延暦21年（802年）遣唐使の准録事として入唐し翌年帰国。のち大宰大典・式部少録・左大史・左近衛将監を歴任する傍ら、『日本後紀』『内裏式』の編纂に携わり、さらに皇太子・神野親王（のち嵯峨天皇）の侍講も務めた。
嵯峨天皇即位後の弘仁元年（810年）蔵人に任ぜられ、翌弘仁2年（811年）それまでの侍講の功労により従五位下に叙爵。同年左衛士佐次いで左衛門佐、弘仁5年（814年）左近衛少将と武官を歴任する一方、弘仁8年（817年）従五位上、弘仁10年（819年）正五位下と嵯峨朝後半にかけて順調に昇進する。弘仁11年（820年）正月に病気により辞官を願い出ると、許された上で従四位下に昇叙され、同年5月には兵部大輔として復職する。のち、中務大輔・民部大輔を経て、弘仁14年（823年）に蔵人頭に任ぜられる。
同年4月の嵯峨天皇譲位・淳和天皇即位を通じて、蔵人頭を辞任して左中弁に遷任する。天長4年（827年）従四位上・大宰大弐に叙任される。鹿取は大弐の任を解くことを求めて上表するが許されず、淳和朝後半は大宰府に下向した。
仁明天皇が即位した天長10年（833年）参議に昇進して公卿に列す。議政官として式部大輔・左大弁・民部卿を兼ねたのち、承和7年（840年）正四位下、承和9年（842年）従三位に叙せられる。同年鹿取を含む一族19人が宿禰姓から朝臣姓に改姓している。
承和10年（843年）6月11日薨去。享年70。最終官位は参議従三位勲六等兼越中守。

## 人物
生まれつき慎み深い性格であった。政務に明るく官吏としての才能を称賛され、人々からの評判が良かった。また大歌を得意としていた。漢詩作品として『文華秀麗集』に6首が採録されている。

## 官歴
注記のないものは『六国史』による。
- 延暦10年（791年） 正月8日：忍海原連から朝野宿禰に改姓
- 時期不詳：相模博士
- 時期不詳：文章生
- 延暦21年（802年） 4月15日：遣唐録事[6]
- 延暦25年（806年） 4月：大宰大典[6]
- 時期不詳：式部少録[6]
- 大同4年（809年） 4月：左大史[6]。6月13日：右近衛将監[6]
- 弘仁元年（810年） 3月10日：蔵人[6]
- 時期不詳：正六位上
- 弘仁2年（811年） 正月29日：従五位下。4月24日：左衛士佐。10月：左衛門佐[6]。12月：服解
- 弘仁3年（812年） 正月12日：近江介
- 弘仁5年（814年） 正月23日：左近衛少将[6]。正月11日：兼下野守[6]
- 弘仁6年（815年） 12月10日：右京に貫附
- 弘仁7年（816年） 正月27日：主殿頭、少将如元[6]。11月1日：兼因幡介[6]
- 弘仁8年（817年） 正月7日：従五位上
- 弘仁9年（818年） 6月12日：内蔵頭[6]
- 弘仁10年（819年） 正月7日：正五位下。2月1日：兵部大輔兼相模介[6]
- 弘仁11年（820年） 閏正月25日：従四位下。5月18日：兵部大輔[6]
- 弘仁12年（821年） 正月10日：中務大輔[6]。5月13日：民部大輔[6]。6月7日：中務大輔
- 弘仁14年（823年） 正月：蔵人頭[7]。4月17日：止蔵人頭（嵯峨天皇譲位）[6]。4月：蔵人頭（還補）[6]。5月13日：左中弁[6]。6月：止蔵人頭?[8]
- 天長4年（827年） 正月21日：従四位上。2月：大宰大弐、止左中弁[6]
- 天長10年（833年） 6月8日：参議。11月1日：兼式部大輔
- 承和元年（834年） 7月1日：兼左大弁、止式部大輔
- 承和2年（835年） 12月24日：辞左大弁[6]
- 承和3年（836年） 5月15日：民部卿
- 承和7年（840年） 正月7日：正四位下
- 承和8年（841年） 日付不詳：去民部卿[6]
- 承和9年（842年） 正月13日：兼越中守。7月25日：従三位。12月13日：宿禰姓から朝臣姓に改姓
- 承和10年（843年） 6月11日：薨去（参議従三位勲六等兼越中守）